# Pennie Lane Trumbull
Pour les articles homonymes, voir Penny Lane (homonymie).
Pennie Ann Trumbull, plus connue sous le pseudonyme de Pennie Lane, est une groupie et entrepreneure américaine née le 3 juillet 1954 à Portland, dans l'Oregon. Pendant les années 1970 elle forme avec des consœurs le groupe The Flying Garter Girls, qui fréquente des rockers célèbres et contribue à leur promotion. Cette expérience est relatée en 2000 dans le film Presque célèbre (2000), où son rôle est interprété par l'actrice Kate Hudson.

## Biographie
Pennie Ann Trumbull naît à Portland, dans l'Oregon le 3 juillet 1954. Elle assiste à ses premiers concerts de rock à l'âge de 16 ans, et s'immerge rapidement dans ce milieu. À 18 ans c'est une grande rousse de 1,78 m qui part vivre à Los Angeles quelques mois avec Hugh O’Sullivan, un musicien du groupe Steppenwolf.
Avec quatre amies elle forme une bande qu'elles appellent The Flying Garter Girls. Elles mènent une vie de groupies autour des musiciens, auxquelles elles proposent d'assurer leur promotion. Chacune a pris un pseudonyme : elle est Pennie Lane, en référence à la chanson des Beatles ; les autres sont Marvelous Meg, Sexy Sandy, The Real Camille et Caroline Can-Can. Pour se faire connaître elles font fabriquer des boîtes d'allumettes en satin doré estampées avec le nom de leur bande, et les distribuent à tous les musiciens de passage. Pendant trois ans, elles travaillent avec de nombreux groupes de rock. Elles quittent ensuite le monde du spectacle,.
Penny Ann Trumbull vit ensuite à San Diego pendant de nombreuses années. Elle y fait de l'escrime en compétition, épouse un banquier, reprend ses études, obtient un bachelor en administration des affaires et un MBA en marketing en 1988. Elle divorce au début des années 1990 et rentre dans l'Oregon. Elle y achète une propriété sur l'île Sauvie où elle construit un ranch. Elle y produit un vin à base de pinot noir.
Elle continue en 2016 d'être impliquée dans la scène musicale de la région de Portland.

## Héroïne dePresque célèbre
Avec son accord, son ami le réalisateur Cameron Crowe utilise son nom et son image dans le long métrage Almost Famous (avec une légère variation sur le patronyme, Trumble) et l'embauche comme consultante. Ils se connaissent depuis les années 1970, quand Crowe travaillait comme journaliste musical pour Rolling Stone,.
Pour ce rôle, Kate Hudson a été pré-sélectionnée pour l' Oscar de la meilleure actrice dans un second rôle et a remporté le Golden Globe Award. Le film remporte l'Oscar du meilleur scénario original et le Golden Globe du meilleur film musical ou de comédie.